# Etalageruit-arrest
Het Etalageruit-arrest (HR 13 januari 1970, NJ 1970/144) is een arrest van de Nederlandse Hoge Raad dat betrekking heeft op causaliteit bij een verkeersongeval.

## Casus
De auto van verdachte – een Amerikaanse slee met gladde achterbanden – reed met grote snelheid – ongeveer 70 km/u waar slechts 50 km/u is toegestaan – in een grote winkelstraat in Den Haag. Door de regen en de natte tramrails raakte hij in een slip en botste tegen een verkeerszuil, waarna de auto is gekanteld en op het dak liggend is doorgeschoven terwijl de achterkant van de auto in de richting van het trottoir is gedraaid. Intussen heeft de auto een voetganger geraakt die daardoor tegen een etalageruit terecht is gekomen. Door het vallende glas van de gebroken etalageruit raakte deze man ernstig gewond, terwijl een vrouw dodelijk gewond raakte.

## Rechtsvraag
Is er een causaal verband met het verkeersongeval? (Ja.)

## Procesgang
Verdachte werd vervolgd op basis van art. 36 WVW (oud) – thans artikel 6 WVW. Hij is in hoger beroep door het hof veroordeeld tot twee maanden hechtenis. Het cassatieberoep is verworpen.

### Hoge Raad
Het cassatiemiddel stelt, dat uit de bewezenverklaring niet anders blijkt dan dat de dood van het slachtoffer te wijten was geweest aan vallend glas van een etalageruit en dus niet veroorzaakt kon zijn door de botsing of aanrijding met de auto van verdachte.

1. (...) dat de dood van [de vrouw] een gevolg is van verbloeding uit beschadigde bloedvaten, blijkbaar toegebracht door diepe snijwonden;
2. [dat] uit de gebezigde bewijsmiddelen overigens niet anders blijkt dan dat de dood van het slachtoffer is te wijten geweest aan vallend glas van een etalageruit, dat haar verwondde;
3. dat mitsdien de dood van het slachtoffer niet kan zijn veroorzaakt door de botsing of aanrijding met de auto van verd[achte],

Dienaangaand overwoog de Hoge Raad:

dat toch de in de bewezenverklaring vermelde reeks van gebeurtenissen, volgend op de botsing, naar algemene ervaringsregelen te rekenen is tot hetgeen als gevolg van zodanige botsing van de bij een snelheid van ongeveer 70 km p. uur in een slip geraakte auto tegen een —zich nabij een etalageruit bevindende— verkeerszuil redelijkerwijze is te voorzien;

## Relevantie
Het Etalageruit-arrest biedt een voorbeeld van de leer van de redelijke voorzienbaarheid of adequate veroorzaking in het strafrecht. Volgens de Hoge Raad was het overlijden van slachtoffer immers naar algemene ervaringsregelen te rekenen tot een gevolg dat redelijkerwijze te voorzien was. In het arrest Letale longembolie dat tien jaar later in 1978 gewezen werd, ging de Hoge Raad over op de leer van de redelijke toerekening.